# Černouček
Černouček är en ort i Tjeckien.   Den ligger i regionen Ústí nad Labem, i den centrala delen av landet, 30 km norr om huvudstaden Prag. Černouček ligger 241 meter över havet och antalet invånare är 268.
Terrängen runt Černouček är huvudsakligen platt. Černouček ligger uppe på en höjd.Runt Černouček är det ganska tätbefolkat, med 111 invånare per kvadratkilometer. Närmaste större samhälle är Mělník, 11,9 km öster om Černouček. Trakten runt Černouček består till största delen av jordbruksmark.